# サン・ルイ (セーシェル)
サン・ルイ（英語: Saint Louis、フランス語: Saint-Louis、セーシェル・クレオール語: Sen Lwi）は、セーシェルの地区のひとつ。セント・ルイスとも。

## 隣接行政区画
- モン・バクストン
- ベル・エール
- ポール・グロー
- ボー・ヴァロン